# 维克托·托马斯
维克托·托马斯（西班牙語：Víctor Tomás，1985年2月15日—），西班牙男子手球运动员。他曾代表西班牙国家队参加2008年和2012年夏季奥林匹克运动会手球比赛，其中2008年奥运会获得一枚铜牌。